# Вторая Сирийская война
Вторая Сирийская война — конфликт между Египтом Птолемеев и государством Селевкидов. Он начался в 260 году до н. э. и закончился в 253 году до н. э. Участвовавший в предыдущей войне царь Птолемей II теперь вёл военные действия против Антиоха II, которого поддерживал Родос, который обычно стоял на стороне египтян.

## История
В 261 году до н. э. Антиох II наследовал престол Селевкидов и на следующий год начал новую войну за обладание Сирией. Он заручился поддержкой македонского царя Антигона II Гоната, заинтересованного в изгнании Птолемея II из Эгейского моря. С его помощью Антиох II начал атаки на дальние сторожевые поселения Птолемеев в Азии.
Театром боевых действий этой войны были Эгейское море, Иония и Анатолия. Большая часть информации о Второй Сирийской войне утрачена.
На западе старший сын и соправитель египетского царя Птолемей поднял восстание и нашел поддержку у Милета, где этолиец Тимарх захватил власть, и Самоса, где военачальники Птолемея II были устранены. Тем не менее, восстание, кажется, быстро прекратилось, потому что после весны 259 года до н. э. младший Птолемей исчезает из египетской хронологии, а год спустя Милет и Самос были под контролем Антиоха II.
Чуть позже, в любом случае до середины десятилетия, египетский флот под командованием наварха Хремонида терпит поражение в битве при Эфесе от Родоса, после чего Эфес был временно потерян, но Птолемеи к концу войны вернули его обратно.
Известно, что в 255 году до н. э. флот Антигона II одержал победу над египетским флотом под командованием Патрокла Македонянина в сражении у острова Кос. Поражение египетского флота привело к ослаблению морского могущества Птолемеев. Египтяне также ушли из Киликии, Ионии и Памфилии, в то время как Антиох II захватил Милет и Эфес. После начала восстаний в Коринфе и Халкиде, вероятно спровоцированные Птолемеем II, Антигон II в 253 году до н. э. прекратил участие в войне. Попутно усилилась активность египетских войск у северных границ Македонии.
Около 253 года до н. э. война была прекращена. В знак примирения дочь Птолемея II Береника вышла замуж за Антиоха II. Антиох II развёлся с первой женой Лаодикой, оставив ей значительные территории во владении. В 246 году до н. э. Антиох II умер в городе Эфес. Согласно некоторым источникам, он был отравлен Лаодикой. В том же году умер Птолемей II.